# Pithyini
Pithyini es una tribu de aves paseriformes perteneciente a la familia Thamnophilidae que agrupa a varios géneros nativos de la América tropical (Neotrópico), donde se distribuyen desde el sureste de México, por América Central y del Sur, hasta el sureste de Brasil y extremo noreste de Argentina.

## Taxonomía
El estudio de Ohlson et al. (2013), con base en diversos estudios genéticos anteriores, propuso dividir a la familia Thamnophilidae en tres subfamilias: Euchrepomidinae, Myrmornithinae y Thamnophilinae. Esta última por su vez dividida en cinco tribus: la presente, Formicivorini, Thamnophilini, Microrhopiini y Pyriglenini.

## Géneros
Según el ordenamiento propuesto, la presente tribu agrupa a los siguientes géneros:
- Sciaphylax
- Cercomacra
- Cercomacroides
- Drymophila
- Hypocnemis
- Willisornis
- Pithys
- Phaenostictus
- Phlegopsis
- Gymnopithys
- Rhegmatorhina